# 런던 정치경제대학교
런던 정치경제대학교( - 政治經濟大學校, 영어: London School of Economics and Political Science, LSE)는 영국 잉글랜드 런던 중심부에 위치한 사회과학 특화 공립 대학이며 세계적인 명문 공립대학이다. 1895년 페이비언 협회의 시드니 웹과 버나드 쇼에 의해 설립되었으며 1900년 런던 대학교 시스템 내의 독립적 단과대학이 되었다. 1902년부터 졸업장을 수여하기 시작하였다. 영국 사회정치과학 도서관으로 불리는 런던정경대 부속 도서관은 470만권 이상의 장서를 보유하고 있는 세계 최대의 사회과학 도서관이기도 하다.
영국 내에서 가장 학부 경쟁률이 높은 대학이며, UN회원국보다 많은 나라에서 온 유학생이 전체 재학생의 66%를 차지하고 있다. 2011년까지 16명의 문과 노벨상 수상자를 배출하였으며, 1990년 이후 현재까지 8명의 노벨 경제학상 수상자를 배출해내는 기록을 세웠다. 가장 최근의 노벨 경제상은 2010년의 크리스토퍼 피사리데스 교수가 수상한 것이다.
그 외 미국 대통령 존 F. 케네디, 일본 총리 아소 타로, 이탈리아 총리 로마노 프로디, 대만의 첫 여성 총통 차이잉원을 비롯해 세계 각국에서 35명의 국가정상을 배출하였다. 또한 과거 미국 버락 오바마 정권 내에서 미국외 대학 중 가장 많은 각료를 배출한 대학 역시 런던 정치경제대학교였다.

## 학과
2008년 영국정부 조사에 따르면 런던정경대의 연구결과는 영국내 대학중 '세계 선도' 비중이 가장 높은 것으로 나타났다.
런던정경대의 경제학은 틸버그 대학 조사에 따르면 세계 10위, QS 조사 세계 4위로 큰 명성을 떨치고 있으며, 경제학 중에서도 계량경제학은 예일대학 다음인 세계 2위를 자랑한다. 1946년 칼 포퍼에 의해 설립된 철학과는 세계 1위의 사회과학 철학과로 평가받고 있으며, 널리 알려진 조지 소로스와 같은 투자가를 배출하기도 하였다. 그외 제3의 길의 앤서니 기든스로 유명한 사회학은 세계 4위, 정치학 및 국제관계학은 세계 2-3위, 법학은 세계 7위이며 그외 런던정경대의 소속 학과도 대부분 세계 10위 내 최정상을 자랑한다. 다만 사회과학 단과대학으로 연구규모가 큰 자연대학이나 공과대학이 없고 규모가 작기 때문에 종합 세계대학 순위는 47위에 그친다. 하지만 명성을 바탕으로 한 Times Higher Education조사에서는 2014년 24위를 기록했다. 앞의 순위는 학교규모가 큰 학교들에 절대적으로 유리한 반면, 뒤의 순위는 전세계 교수들의 서베이를 바탕으로 해 학교에 대한 전체적인 인식이 반영되었다고 볼 수 있다. 그럼에도 불구하고 뒤의 조사도 이공계와 자연계를 포함한 전세계 모든 전공의 교수들을 바탕으로 진행되었기 때문에 인문사회과학분야 전공만 있는 LSE의 실제 명성은 출판된 순위보다 더 높다고 볼 수 있다. 2013년 영국 대학교 종합 순위에서 옥스퍼드 대학을 제치고 케임브리지 대학 다음 2위를 차지하였고 그 중에서 졸업 후 연봉과 취업률은 제일이었다.